# 语用学
語用學（英語：Pragmatics）是語言學的一個分支學科，與符號學理論相互交叉、滲透，研究語境對語言含義產生的影響與做出的貢獻。語用學包括言語行為理論、對話內涵義、交流中的對話，以及從哲學、社會學、語言學及人類學等角度解析人類語言行為的研究。
語用學分析研究語言行為（如招呼、回答、勸說）的文化準繩與發言規則。語用學還研究語言用於成事的方式。
不同的文化之間皆有約定俗成、客套的對話，為了避免跨文化交流之中，因為語言規範的差異而在交談之中產生誤解，社會語言學的知識與務實能力是語言學習者所不能忽視的。

## 外部連結
- International Pragmatics Association (IPrA)
- Journal of Pragmatics（页面存档备份，存于）
- "What is Pragmatics?" (eprint) by Shaozhong Liu
- European Communicative Strategies (ECSTRA), a (wiki)project in comparative pragmatics directed by Joachim Grzega（英语：Joachim Grzega）.